# Ban (Harry Potter)
Ban (Engels: Bane) is een personage uit de Harry Potter-boekenreeks van J.K. Rowling. Hij is een centaur. In de vijfde Harry Potterfilm werd zijn rol gespeeld door Jason Piper (als stemacteur).
Ban is net als Firenze een centaur. Hij komt vaak op voor de belangen van de centauren, en heeft hierbij een meningsverschil met Firenze. Firenze gelooft dat de centauren en mensen samen kunnen werken, Ban gelooft hier niet in. Uiteindelijk vecht hij toch mee tegen Voldemort.

## Ban in de boeken

### Harry Potter en de Steen der Wijzen
Ban komt voor het eerst in de verhalen voor tegen het einde van het eerste boek, wanneer hij Firenze boos aanspreekt, nadat die Harry heeft gered van Heer Voldemort. Firenze droeg hierbij Harry op zijn rug om hem in veiligheid te brengen. De kudde centauren, onder leiding van Ban, vindt dat Firenze zich als een muilezel heeft laten behandelen, en dat het dragen van mensen centauren ondergeschikt maakt aan de mens.

### Harry Potter en de Orde van de Feniks
Ban komt pas weer voor in het vijfde boek. Eerst wordt hij kort vermeld wanneer Harry Firenze op school ziet. Harry komt te weten dat Firenze door zijn kudde is verstoten: hij heeft een hoefijzervormige blauwe plek op zijn borst, waar Ban hem heeft getrapt.
Aan het eind van het vijfde boek, wanneer Omber met Harry en Hermelien het Verboden Bos in trekt, leidt Ban de kudde centauren die Omber gevangennemen.

### Harry Potter en de Relieken van de Dood
In het zevende en laatste boek vecht Ban samen met Firenze, Magorian en Ronan mee tegen de Dooddoeners in de Slag om Zweinstein.